# Anaïs Bourdet
Anaïs Bourdet (née le 21 novembre 1984 aux Lilas, dans le département de la Seine-Saint-Denis) est une militante féministe française, engagée contre le harcèlement de rue et la culture du viol.
Elle est la créatrice en 2012 du Tumblr Paye ta shnek. Un blog qui regroupe entre 2012 et 2019 plus de 15 000 témoignages de femmes victimes de harcèlement dans l'espace public sous forme de citations. Son initiative est antérieure aux mouvements #MeToo et balance ton porc.

## Biographie
Anaïs Bourdet a grandi à Lambesc, dans les Bouches-du-Rhône. Après des études de communication graphique à Aix-en-Provence, Anaïs Bourdet est diplômée de l'ECV Aix-en-Provence en 2010, et s'installe à Marseille. Elle passe trois ans en Argentine de 2013 à 2016, avant de revenir s’installer à Marseille. Elle est graphiste free-lance, professeure de graphisme, et a fait partie du collectif 5M.

### Paye ta Shnek (PTS)
En 2012, Anaïs Bourdet découvre le court métrage de la Bruxelloise Sophie Peeters, documentaire sur le harcèlement dont elle est quotidiennement victime. Ce court métrage provoque un déclic chez elle. Elle décide alors de créer un Tumblr regroupant les témoignages des femmes.
Le Tumblr reçoit rapidement plus d'une centaine de témoignages par jour, que la graphiste met en page et publie ensuite anonymement en ligne.
L'initiative Paye ta shnek a inspiré par la suite d’autres déclinaisons dénonçant le sexisme sur plusieurs sujets : Paye ton utérus, sur les problèmes d’accès aux soins pour les femmes lancé en 2015, le blog Paye ta robe qui dénonce le sexisme dans le milieu professionnel des avocats, Paye ta blouse qui compile en janvier 2017 les témoignages du milieu médical, Paye ta fac, lancé par des étudiants de l’université d’Avignon pour dénoncer le sexisme en milieu universitaire, Paye ton taf sur le sexisme et le harcèlement sexuel au travail, Paye ton journal, pour dénoncer le sexisme dont sont victimes les femmes dans les rédactions ou en écoles de journalisme, ou encore Paye ton gynéco lancé pour dénoncer les violences obstétricales et gynécologiques.
Cette initiative la conduit à diverses initiatives militantes. Par exemple, en février 2016, elle s'engage contre la suppression au Sénat de mesures contre le harcèlement et les violences sexistes prévues dans le projet de loi relatif à la sécurité dans les transports. Après une tribune rédigée avec le collectif Féministes par Inadvertance publiée dans L'Express, une pétition qui recueille plus de 65 000 signatures et une campagne d'affichage à partir de visuels créés et diffusés gratuitement par Anaïs Bourdet, la commission mixte paritaire réintroduit l'article 22 de la loi finalement promulguée. Auditionnée par l'assemblée nationale en 2017, elle témoigne de l'importance d'une approche intersectionnelle pour analyser les agressions sexistes, après avoir remarqué parmi les témoignages reçus par Paye ta Shnek ceux concernant des agressions non seulement sexistes mais aussi homophobes, racistes ou contre des femmes en situation de handicap.
Dans la nuit du 22 juin 2019, elle est agressée à la sortie d'un club marseillais avec des amies. Le 23 juin 2019, Anaïs Bourdet annonce dans un message publié sur les réseaux sociaux, l'arrêt du Tumblr Paye ta shnek. Les pages de Paye Ta Shnek sur les réseaux sociaux regroupent respectivement 226 000 abonnés sur Facebook et 29 000 sur Twitter. La créatrice explique qu’elle a décidé d’arrêter de recueillir et de publier des témoignages de femmes victimes de harcèlement dans la rue, et témoigne de sa fatigue émotionnelle à la suite du cyberharcèlement dont elle est victime.

### Carrière professionnelle
Graphiste indépendante, elle édite et met en pages en 2014 après une campagne de financement participatif, l'ouvrage Paye ta shnek : Tentatives de séduction en milieu urbain qui voit le jour grâce à 222 donateurs, publié aux éditions Mazarine. Elle met aussi en pages l'ouvrage La guide de voyage : Paris, de Charlotte Soulary, publié en janvier 2018.
En novembre 2016, elle participe au TEDx ParcMontsouris avec une conférence nommée J'en ai marre d'être femme : le harcèlement de rue. Elle signe le graphisme et la direction artistique de Womanhood, un web-documentaire réalisé par Florie Bavard, qui donne la parole aux femmes égyptiennes sous forme d'une série de quinze portraits.
En janvier 2018, elle lance sur le site Etsy la boutique en ligne Mauvaise Compagnie qui vend des affiches, tee-shirts et sacs illustrés par ses visuels, dont une partie des bénéfices est reversée à des associations féministes : le collectif Féministes contre le Cyber-harcèlement, le Planning Familial, Stop Harcèlement de Rue, Polyvalence, Lallab, SOS Méditerranée et Kâlî. Toute la collection est fait main en France à Marseille et est certifiée vegan.
Elle anime depuis octobre 2018 avec la consultante Elsa Miské et la journaliste Margaïd Quioc le podcast YESSS, produit par le label PopKast. Deux fois par mois, un épisode est publié sur une nouvelle thématique : warriors dans l'espace public, sans enfant, en grandes écoles, sur internet, etc. Le podcast vise à célébrer les petites et grandes victoires des femmes contre le sexisme, notamment les témoignages de réparties face à des remarques sexistes ou comportements déplacés.
Huit mois après l'arrêt du Tumblr Paye Ta Shnek, Anaïs Bourdet démarre un nouveau projet basé sur la sororité : le compte Instagram Sis Sis la Famille, qui recense des témoignages d'entraide spontanée entre femmes.

## Prises de position
Elle s'intéresse particulièrement à l'afro-féminisme et au courants intersectionnels, qu'elle préfère aux féminismes blancs pour leur réflexion globale des luttes, incluant le racisme, mais aussi l'homophobie, la transphobie, la grossophobie, le validisme, et toute forme de discrimination systémique . Elle est proche de Rokhaya Diallo, figure française du mouvement.
Elle défend les personnes qui portent le voile face à l'islamophobie et au sexisme dont elles sont victimes, et dénonce « l'infantilisation des femmes ».
Elle se définit comme étant pro-choix, qu'il s'agisse de sexualité, de religion, d'avortement…
Face aux déclarations de Marlène Schiappa, secrétaire d'État chargée de l'égalité femmes-hommes, elle considère que verbaliser les harceleurs de rue n'est pas la solution, mais qu'il faut miser sur l'éducation.

## Publications
- Paye ta shnek : Tentatives de séduction en milieu urbain, Mazarine, 2014  (ISBN 978-2-86374-354-6 et 2-86374-354-6), (OCLC 995613497)